# Samir Nasri
Samir Nasri (Marseille, 26 juni 1987) is een Franse voormalig profvoetballer van Algerijnse afkomst die doorgaans als aanvallende middenvelder speelde. Hij kwam tussen 2004 tot en met 2020 onder andere uit voor Olympique Marseille, Arsenal, Manchester City, Sevilla FC en RSC Anderlecht. Hij debuteerde in maart 2007 in het Frans voetbalelftal.

## Clubcarrière
Samir Nasri is afkomstig uit de jeugdopleiding van Olympique Marseille, waarvoor hij van 2004 tot 2008 in het eerste team speelde. In de zomer van 2008 haalde trainer Arsene Wenger hem naar Arsenal. Nasri maakte tijdens zijn debuut twee doelpunten, tegen West Bromwich Albion. Hij brak op 21 juli 2009 tijdens een training van Arsenal in Oostenrijk zijn kuitbeen.
Op voorspraak van zijn ex-ploegmaat Vincent Kompany kwam hij in het seizoen 2019/20 naar RSC Anderlecht maar dat werd geen groot succes. Sindsdien zat hij zonder ploeg en deed hij TV werk als analist. Hij kondigde op 26 september 2021 officieel het einde van zijn spelerscarrière aan.

## Clubstatistieken
| Seizoen | Club                | Competitie         | Competitie | Competitie | Beker | Beker | Internationaal | Internationaal | Totaal | Totaal |
| Seizoen | Club                | Competitie         | Wed.       | Dlp.       | Wed.  | Dlp.  | Wed.           | Dlp.           | Wed.   | Dlp.   |
| ------- | ------------------- | ------------------ | ---------- | ---------- | ----- | ----- | -------------- | -------------- | ------ | ------ |
| 2004/05 | Olympique Marseille | Ligue 1            | 24         | 1          | 1     | 0     | —              | —              | 25     | 1      |
| 2005/06 | Olympique Marseille | Ligue 1            | 30         | 1          | 5     | 0     | 14             | 1              | 49     | 2      |
| 2006/07 | Olympique Marseille | Ligue 1            | 37         | 3          | 7     | 0     | 6              | 0              | 50     | 3      |
| 2007/08 | Olympique Marseille | Ligue 1            | 30         | 6          | 4     | 0     | 8              | 0              | 42     | 6      |
| 2008/09 | Arsenal FC          | Premier League     | 29         | 6          | 5     | 0     | 10             | 1              | 44     | 7      |
| 2009/10 | Arsenal FC          | Premier League     | 26         | 2          | 3     | 0     | 6              | 3              | 35     | 5      |
| 2010/11 | Arsenal FC          | Premier League     | 30         | 10         | 8     | 3     | 8              | 2              | 46     | 15     |
| 2011/12 | Arsenal FC          | Premier League     | 1          | 0          | 0     | 0     | 0              | 0              | 1      | 0      |
| 2011/12 | Manchester City     | Premier League     | 30         | 5          | 5     | 1     | 10             | 0              | 45     | 6      |
| 2012/13 | Manchester City     | Premier League     | 28         | 2          | 3     | 1     | 6              | 1              | 37     | 4      |
| 2013/14 | Manchester City     | Premier League     | 34         | 7          | 5     | 3     | 7              | 1              | 46     | 11     |
| 2014/15 | Manchester City     | Premier League     | 24         | 2          | 2     | 0     | 6              | 1              | 32     | 3      |
| 2015/16 | Manchester City     | Premier League     | 12         | 2          | 0     | 0     | 1              | 0              | 13     | 1      |
| 2016/17 | Manchester City     | Premier League     | 1          | 0          | 0     | 0     | 0              | 0              | 1      | 0      |
| 2016/17 | → Sevilla FC        | Primera División   | 23         | 1          | 2     | 0     | 5              | 1              | 30     | 2      |
| 2017/18 | Antalyaspor         | Süper Lig          | 8          | 2          | 0     | 0     | —              | —              | 8      | 2      |
| 2018/19 | West Ham United     | Premier League     | 5          | 0          | 1     | 0     | —              | —              | 6      | 0      |
| 2019/20 | RSC Anderlecht      | Jupiler Pro League | 7          | 1          | 1     | 1     | —              | —              | 8      | 2      |
| Totaal  | Totaal              | Totaal             | 379        | 51         | 51    | 8     | 87             | 11             | 517    | 70     |

## Interlandcarrière
Nasri doorliep sinds zijn veertiende levensjaar alle Franse jeugdelftelftallen en maakte op 28 maart 2007 zijn debuut in het Franse A-elftal. Zijn eerste doelpunt in het shirt van Les Bleus maakte hij tegen Georgië. Dit gebeurde in een EK voetbal 2008-kwalificatieduel, dat met 1-0 gewonnen werd. Hij nam met Les Bleus eveneens deel aan het EK voetbal 2012 in Polen en Oekraïne, waar de ploeg van bondscoach Laurent Blanc in de kwartfinales werd uitgeschakeld door titelverdediger Spanje: 2-0.
Na afloop van die nederlaag reageerde Nasri furieus toen een Franse journalist hem om een reactie vroeg. Volgens de voetballer was de verslaggever uit op schandalen. "Donder op!", was daarop de reactie van de verslaggever, waarna Nasri reageerde met een scheldkanonnade en zijn ondervrager (tevergeefs) vroeg mee naar buiten te gaan om het "als mannen onder elkaar" op te lossen. Op dinsdag 26 juni meldden Franse media dat Nasri mogelijk een tweejarige schorsing van de Franse voetbalbond boven het hoofd hing wegens wangedrag tijdens de EK-eindronde. Om dezelfde reden wachtte ook Hatem Ben Arfa, Yann M'Vila en Jérémy Ménez een mogelijke schorsing.
Nasri kreeg van bondscoach Didier Deschamps geen uitnodiging voor het WK voetbal 2014 in Brazilië, omdat hij een negatieve invloed op de spelersgroep zou hebben. Volgens de krant L'Explication zouden Hugo Lloris, Mickaël Landreau en Laurent Koscielny hun beklag bij de trainer hebben gedaan over de 'slechte houding en invloed' van Nasri.

## Erelijst
| Competitie              | Aantal          | Jaren            |                 |                 |
| Manchester City         | Manchester City | Manchester City  | Manchester City | Manchester City |
| ----------------------- | --------------- | ---------------- | --------------- | --------------- |
| Kampioen Premier League | 2x              | 2011/12, 2013/14 |                 |                 |
| League Cup              | 1x              | 2013/14          |                 |                 |
| FA Community Shield     | 1x              | 2012             |                 |                 |
| Frankrijk -17           |                 |                  |                 |                 |
| Europees kampioen -17   | 1x              | 2004             |                 |                 |

Individueel
- Ligue 1 talent van het jaar: 2006/07